# Заремба, Чеслав
Чеслав Заремба (пол.  Czeslaw Zaremba; 1881, Устшики-Дольне Австро-Венгрия — 1958) — польский певец (баритон), педагог, театральный деятель.

## Биография
Окончил Львовскую Политехнику и консерваторию Галицкого музыкального общества, где учился у В. Высоцкого.
Вокальное образование углублял в Италии. С 1906 г. пел на сцене оперного театра во Львове.
Выступал в ряде европейских театров, в том числе. в «Ла Скала» в Милане. Отличался врожденной музыкальностью, хорошим исполнительским вкусом и красивым баритоном.
С 1910 года стал владельцем школы пения во Львове. В консерватории польского музыкального общества вёл концертный курс для вокалистов. В период между Первой и Второй мировыми войнами продолжал работать, как вокальный педагог во Львове, Варшаве, а затем и в Кракове, где открыл частную оперную студию.
Ч. Заремба считался одним из лучших профессоров в тогдашней Польше. В консерватории польского музыкального общества преподавал с 1922 до 1929 года, во Львовском музыкальном институте — с 1929 до 1930 года.
Был сторонником итальянского метода воспитания голоса. Во Львове в его классе учились М. Голынский, А. Шлеминская-Заремба, Е. Бендер, 3. Дольницкий, И. Туркевич-Мартынец, Н. Горницкий.

## Избранные партии
- Евгений Онегин в одноименной опере,
- Риголетто («Риголетто»),
- Тонио («Паяцы»),
- Тореадор («Кармен»),
- Ренато («Бал-маскарад»),
- Жорж Жермон («Травиата»),
- Доктор Малатеста («Дон Паскуале»),
- Альфонс XI, король Кастилии («Фаворитка»),
- Мечник («Страшный двор»)